# Milada Karbanová
Milada Karbanová, provdaná Matoušová (* 27. března 1948, Jablonec nad Nisou) je bývalá československá atletka, halová mistryně Evropy ve skoku do výšky a dvojnásobná olympionička.

## Sportovní kariéra

### Začátky
V mládí hrávala basketbal za Lokomotivu Liberec. Atletickou kariéru započala v roce 1963 v libereckém Slovanu. V roce 1968 přestoupila do atletického oddílu TJ LIAZ Jablonec nad Nisou, kde zůstala až do roku 1979., nejprve pod vedením Pavla Čecháka a později Jana Janků.
Svoji první medaili na mezinárodní scéně získala v roce 1971 v rámci druhého ročníku halového mistrovství Evropy v bulharské Sofii. Medaile byla z nejcennějšího kovu, ke zlatu bylo nutné překonat 180 cm, což Karbanová zvládla napoprvé. Tehdejší favoritky Rita Schmidtová z NDR a Antonina Lazarevová ze Sovětského svazu skončily na desátém a jedenácté místě. Na ME v atletice v Helsinkách skončila na 7. místě (178 cm). O rok později na halovém ME ve francouzském Grenoblu obsadila ve finále dělené 9. místo. Triumfovala naopak Rita Schmidtová, která výkonem 190 cm vytvořila nový halový světový rekord. V roce 1973 vybojovala bronzovou medaili na halovém evropském šampionátu v Rotterdamu.

### Pokusy o světový rekord
Úspěšnou sezónu zažila v roce 1974. 26. února dokázala jako první výškařka v Československu pokořit hranici 190 cm. Tento výkon se ji povedl na výškařském mítinku Novinářská laťka, tehdy v hale Sparty na Letné. Výkonem 190 cm porazila mj. i Rosemarie Ackermannovou z NDR. Karbanová se následně pokoušela překonat halový světový rekord Rity Schmidtové ze 17. února, který měl hodnotu 192 cm. Laťku na stojanech ve výšce 193 cm se ji však překonat nepodařilo. I přesto se jednalo o jediné tři pokusy v celé historii, kdy se československá výškařka pokoušela vytvořit nový světový rekord. 10. března získala stříbrnou medaili na halovém ME v Göteborgu (188 cm).
8. září 1974 na ME v atletice v italském Římě dokázala skočit 191 cm a získala stříbrnou medaili, když lepší byla jen Rosemarie Ackermannová z NDR, která zvládla 195 cm. O tři cm si vylepšila osobní maximum i tehdejší čs. rekord pod otevřeným nebem.

### Olympijské hry
Dvakrát se kvalifikovala na letní olympijské hry. V roce 1972 na olympiádě v Mnichově skončila ve třiadvacetičlenném finále na 22. místě. O čtyři místa výše skončila Alena Prosková a na 15. pozici se umístila Miloslava Hübnerová.
O čtyři roky později v Mnichově vybojovala výkonem 189 cm bronzovou medaili na halovém ME. Na olympijských hrách v Montrealu se do finále kvalifikovalo 21 závodnic. Karbanová jako poslední výšku překonala napotřetí 181 cm a skončila devatenáctá.

### Domácí úspěchy
Milada Karbanová je čtyřnásobnou mistryní Československa na dráze z let 1970 (174 cm), 1973 (178 cm), 1977 (190 cm) a 1978 (185 cm). Stejný počet titulů získala i v hale v letech 1972 (176 cm), 1974 (183 cm), 1977 (182 cm) a 1978 (187 cm).
Bohatou atletickou kariéru ukončila na Mistrovství Evropy v atletice 1978 v Praze, kde obsadila ve finále 14. místo.

### Osobní rekordy
- hala – 190 cm – 26. února 1974, Praha
- venku – 192 cm – 6. srpna 1977, Třinec